# Mei Melançon
Mei Melançon est une actrice philippine née Meiling Melançon le 3 mars 1980 à Manille.

## Filmographie
- 2001 : Un gentleman en cavale (Double Take) : La Perla model
- 2001 : Rush Hour 2 : Girl in Car
- 2004 : Les Experts (CSI: Crime Scene Investigation) (série télévisée) : Screaming Woman
- 2005 : Portrait of a Man and a Woman: Los Angeles, c. 2004 : Convenience store customer
- 2005 : Deadwood (série télévisée) : Chinese Slavewhore
- 2006 : Kitchen Confidential (série télévisée) : Beautiful Patron
- 2006 : X-Men : L'Affrontement final (X-Men: The Last Stand) : Psylocke
- 2008 : Irreversi : Linda
- 2008 : Fold : Maki
- 2008 : Loaded (en) : Rose
- 2008 : Pathology : Catherine Ivy
- 2009 : Shrink : Miyu
- 2009 : The L Word (série télévisée, 6 épisodes) : Jamie Chen
- 2010 : Stephany + Me : Stefany
- 2010 : Inner Beauty
- 2010 : Irreversi : Lynda
- 2010 : 15 minutes
- 2010 : Private Practice : Elena Stone
- 2010 : The Truth About Angels : Mei
- 2010 : The Killing Moon